# André Lerond
André Lerond (6. prosince 1930, Le Havre – 8. dubna 2018, Bron) byl francouzský fotbalista.
Hrál jako obránce za Olympique Lyon a Stade français. Byl na MS 1958.

## Hráčská kariéra
André Lerond hrál jako obránce za AS Cannes, Olympique Lyon a Stade français.
Za Francii hrál 31 zápasů. Byl na MS 1958.

## Úspěchy
Francie
- 3. místo na mistrovství světa: 1958

Individuální
- Francouzský fotbalista roku z francouzské ligy: 1962